# 朴仁哲
朴 仁哲（パク・インチョル、朝鮮語: 박인철、生年不詳 - ）は、朝鮮民主主義人民共和国の政治家。第14期最高人民会議議長。

## 経歴
生年や出身地などは不明。朝鮮職業総同盟中央委員会委員長を務めた。2023年1月17日から18日にかけて行われた最高人民会議第14期第8回会議において第14期最高人民会議議長に補選された。